# 蹇材望
蹇材望（?—?），南宋末年湖州州倅（副州官）。元朝軍隊進攻湖州前夕，蹇材望自稱必死無疑，於是白天在腰间系上大锡牌，上面寫著“大宋忠臣蹇材望”，又系上二锭银以及遺書，表示希望自己自殺後能有人能埋葬他，二锭银为埋葬费。宋恭帝德祐二年（1276年）正月初一，元军入城，蹇材望不知去向，眾人都以為蹇材望跳河自殺殉节，沒想到蹇材望身着蒙古服装骑着马出現在湖州街头，並且繼續擔任元朝的湖州同知 (副州官)，原来蹇材望已于前一天微服出城迎降。